# Eupithecia atricollaris
Eupithecia atricollaris là một loài bướm đêm trong họ Geometridae.